# Schlierenoptica

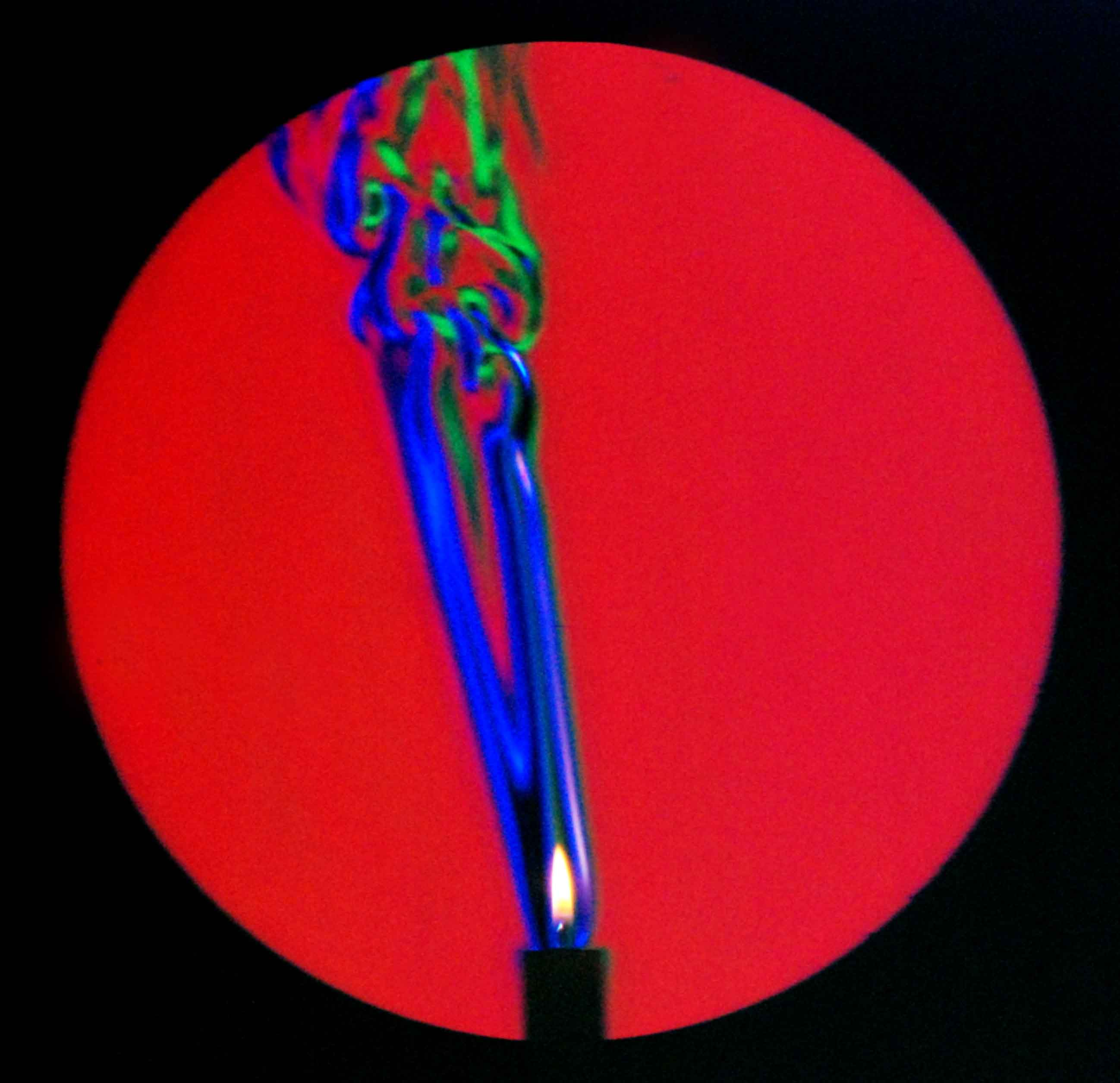
Schlierenbeeld van de warmtepluim van een brandende kaars, verstoord door een zwakke luchtstroom van rechts. Foto: Gary S. Settles, Pennsylvania State University

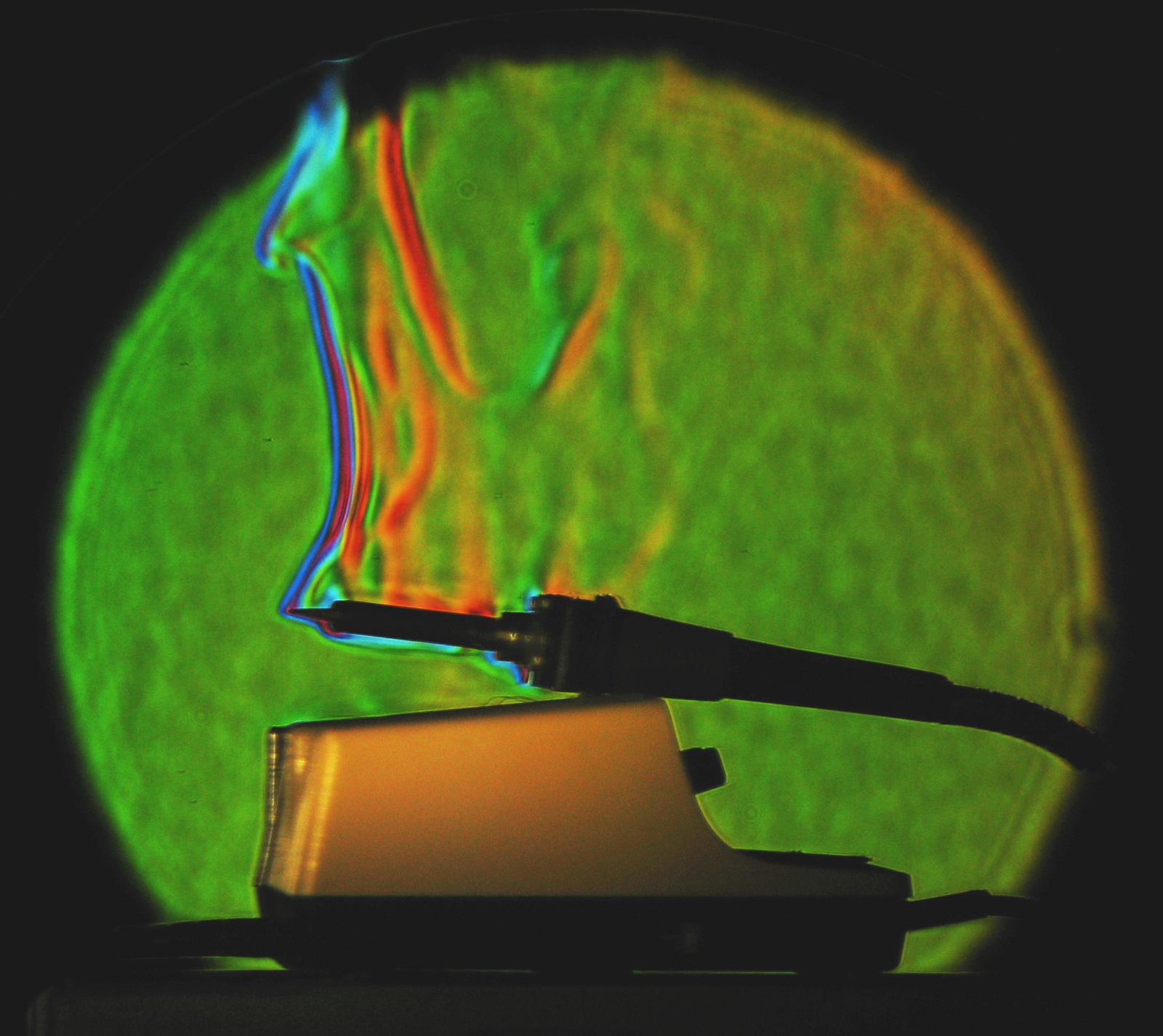
Schlierenfoto van een soldeerbout.

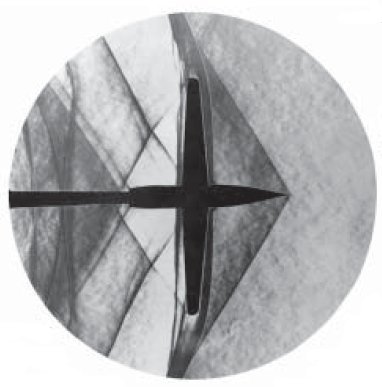
Schlierenfoto van een vliegtuigmodel in een windtunnel bij mach = 1,3.

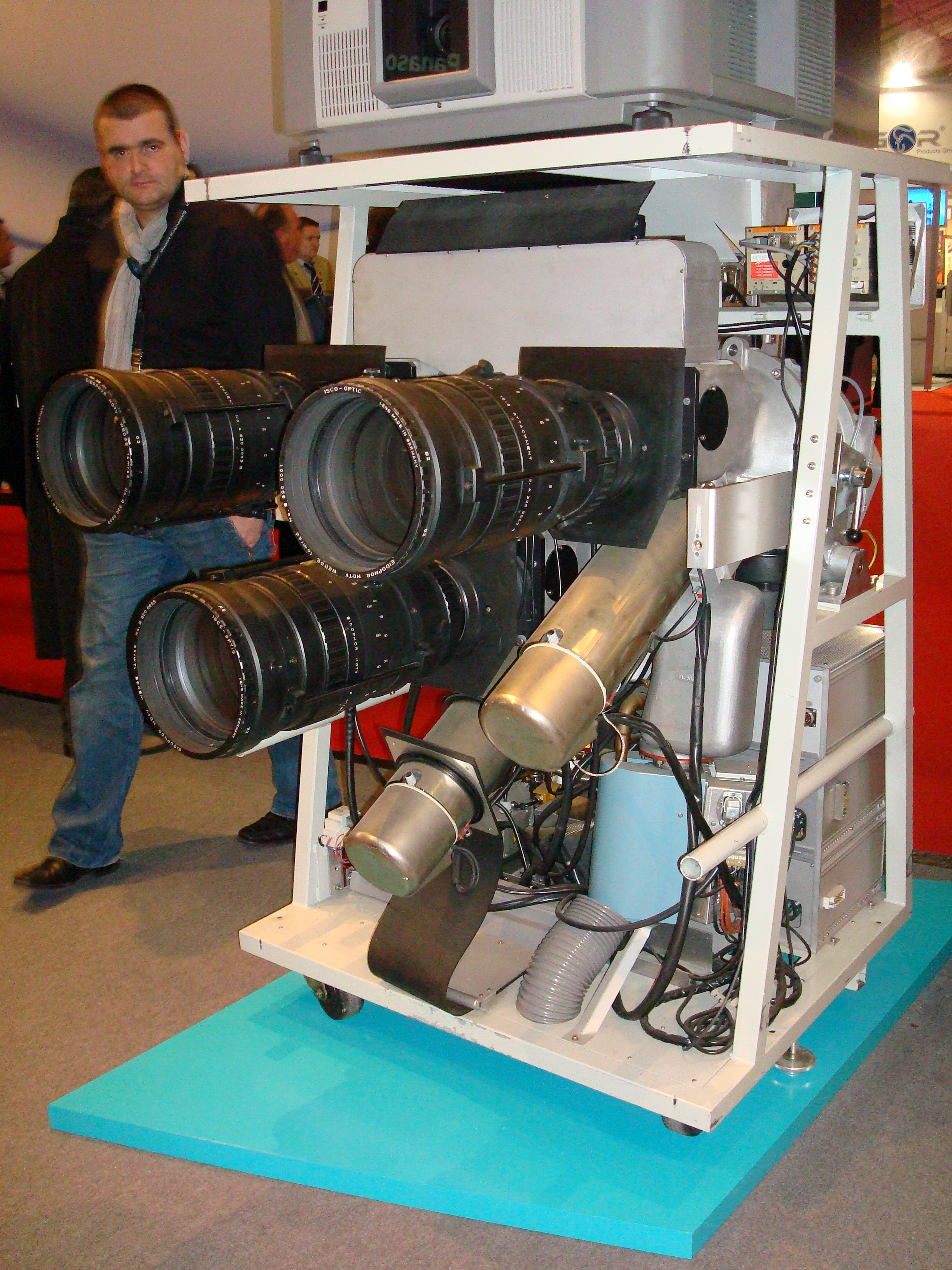
Eidophor: de eerste generatie van videoprojectoren

Schlieren zijn voor het menselijk oog onzichtbare optische inhomogeniteiten in transparante materialen. Deze inhomogeniteiten zijn plaatselijke verschillen in brekingsindex, en daardoor in de optische weglengte. Hierdoor ontstaan faseverschillen, waardoor de lichtbundel iets wordt afgebogen. Deze afbuiging veroorzaakt een schaduweffect, dat kan worden waargenomen. Schlierenfysica is ontstaan vanuit de behoefte aan lenzen van zeer hoge kwaliteit, die vrij zijn van deze inhomogeniteiten.
Een bekend voorbeeld zijn de schaduwbeelden die ontstaan als licht door opstijgende warme lucht heen op een wand schijnt. Dit illustreert tevens dat de inhomogeniteiten zelf onzichtbaar zijn, alleen de gevolgen zijn zichtbaar.
Het woord schlieren is het meervoud van het Duitse Schliere, dat onder andere sliert of veeg betekent.

## Geschiedenis
Schlieren zijn voor het eerst in 1665 door Robert Hooke waargenomen. Hij gebruikte een grote convexe, bolle lens en twee kaarsen. Een kaars diende als lichtbron, de andere als warmtebron om de schlieren op te wekken.
Het conventionele schlierensysteem is vooral aan de Duitse fysicus August Toepler te danken. Zijn oorspronkelijke systeem was ontworpen om schlieren in glas te detecteren voor het maken van lenzen. In het conventionele schlierensysteem wordt een puntbron gebruikt om het testgedeelte te verlichten waar de schlieren ontstaan. Van dit licht wordt met een convergerende lens, ook wel een schlierenlens genoemd, een beeld gevormd. De plaats van dit beeld wordt bepaald door de formule voor een dunne lens:
{\displaystyle {\frac {1}{f}}={\frac {1}{v}}+{\frac {1}{b}}}
waarin f = de brandpuntsafstand, v = voorwerpsafstand en b = beeldafstand van de lens. Vlak bij de puntbron wordt een mes in de bundel geplaatst om een deel van het licht tegen te houden. De belichting van het beeld wordt hierdoor gelijkmatig verzwakt. Met een tweede lens wordt het testgedeelte op het scherm afgebeeld.

## Stromingen visualiseren met schlieren
Stromingsvisualisatie met schlieren is gebaseerd op de afbuiging van het licht door een gradiënt in de brekingsindex. Deze gradiënt hangt direct samen met de stroomdichtheidsgradiënt. Het afgebogen licht wordt op het scherm vergeleken met het niet-afgebogen licht. Het niet-afgebogen licht wordt gedeeltelijk met een mes tegengehouden. Het licht dat naar het mes toe of er vanaf is gebogen, geeft een schaduwpatroon, dat ervan afhankelijk is of het al of niet was tegengehouden. Dit schaduwpatroon is een weergave in de lichtintensiteiten van de verdunningen, de gebieden met lagere dichtheid, en verdichtingen, de gebieden met hogere dichtheid, die de stroming karakteriseren.

## Schlierenfotografie
Schlierenbeelden kunnen ook worden gefotografeerd. Een belangrijke toepassing hiervan is in de stromingstechniek, zoals in windtunnelonderzoek, schokgolfonderzoek, procestechniek: mengprocessen van gassen of vloeistoffen, warmtewisselaars, maar ook in de ballistiek.
Een soortgelijk procedé werd gebruikt bij de Eidophor, de voorloper van de videoprojector. Hierbij bestond de inhomogene laag uit een oliefilm die door een elektronenbundel werd bestraald, waardoor de dichtheid plaatselijk veranderde.